# Esquien
Esquien, jedno od nekoliko slabije poznatijih plemena iz skupine karankawa, koji su na područje misije Nuestra Señora de la Candelaria, na rijeci San Gabriel, došli 1750 uz druga plemena iz skupine karankawa i Tonkawa. Misija i područje San Gabriela je nakon suša i epidemija napušteno 1755. godine. 
O njima se kasnije više ne čuje, a plemena što su bila na njoj preseljena su 1756. na novu misiju San Antonio de Valero, na mjesto sadašnjeg San Antonia.